# Nouky és barátai
A Nouky és barátai/Nouky, Paco és Lola színes, belga animációs sorozat, mely 2006-ban készült. Belgiumban a Club RTL sugározta 2006-2008 között. Magyarországon először a Minimax kezdte el adni 2007-től, majd a JimJam, 2013-tól. A Minimax 2013-ban levette a műsorról, a JimJam viszont még a mai napig is vetíti, de ezidáig is csak az első évadot.

## Bevezető
Nouky mackó, Paco csacsi és Lola boci sokszínű világban él. A három nagyszerű barát mókás kalandok során fedezi fel mindennapi életük apró rejtelmeit.

## Szereplők
| Szereplő | Eredeti hang | Magyar hang | Ismertető |
| -------- | ------------ | ----------- | --------- |
| Nouky    |              |             |           |
| Paco     |              |             |           |
| Lola     |              |             |           |

## Évados áttekintés
| Évad | Évad | Epizódok | Eredeti sugárzás | Eredeti sugárzás | Magyar sugárzás    | Magyar sugárzás   |
| Évad | Évad | Epizódok | Évadpremier      | Évadfinálé       | Évadpremier        | Évadfinálé        |
| ---- | ---- | -------- | ---------------- | ---------------- | ------------------ | ----------------- |
|      | 1    | 26       | 2006.            | 2006.            | 2007. augusztus 2. | 2007. október 1.  |
|      | 2    | 26       | 2007.            | 2007.            | 2010. május 25.    | 2010. június 29.  |
|      | 3    | 26       | 2008.            | 2008.            | 2011. január 7.    | 2011. február 11. |

## 1. évad
| #   | Eredeti cím                          | Magyar cím                            | Eredeti premier | Magyar premier (Minimax) |
| --- | ------------------------------------ | ------------------------------------- | --------------- | ------------------------ |
| 1.  | Nouky Discovers Taste                | Nouky felfedezi az ízeket             | 2006.           | 2007. augusztus 2.       |
| 2.  | Lola's Reflection in the Mirror      | Lola tükörképe                        | 2006.           | 2007. augusztus 3.       |
| 3.  | Nouky's Dream                        | Nouky álma                            | 2006.           | 2007. augusztus 6.       |
| 4.  | Nouky & Paco Learn How to Play Music | Noukyék zenélnek                      | 2006.           | 2007. augusztus 7.       |
| 5.  | Nouky's Puzzle                       | A kirakósjáték                        | 2006.           | 2007. augusztus 8.       |
| 6.  | Nouky Is Too Greedy                  | Nouky torkos                          | 2006.           | 2007. augusztus 9.       |
| 7.  | Lola and the Shadow of the Zeebnitz  | A Murfic árnyéka                      | 2006.           | 2007. augusztus 10.      |
| 8.  | Warm Water for Miss Ladybug          | Langyos víz katicabogár kisasszonynak | 2006.           | 2007. augusztus 13.      |
| 9.  | Nouky Discovers the Great Backyard   | Nouky a kertben                       | 2006.           | 2007. augusztus 14.      |
| 10. | Colours in the Sky                   | A szivárvány                          | 2006.           | 2007. augusztus 15.      |
| 11. | Lola and the Big Clouds              | Lola és a szürke felhők               | 2006.           | 2007. augusztus 16.      |
| 12. | Fun in the Rain                      | Az eső örömei                         | 2006.           | 2007. augusztus 17.      |
| 13. | Susie the Worm                       | Susie, a földigilisztalány            | 2006.           | 2007. augusztus 20.      |
| 14. | Magic Paint                          | A varázsfesték                        | 2006.           | 2007. augusztus 21.      |
| 15. | Baby Butterfly                       | A kislepke                            | 2006.           | 2007. augusztus 22.      |
| 16. | Lola's Nap                           | Lola sziesztája                       | 2006.           | 2007. augusztus 23.      |
| 17. | The Giggles                          | Nouky nevetőgörcsöt kap               | 2006.           | 2007. szeptember 18.     |
| 18. | Paco and His Binoculars              | Paco látcsöve                         | 2006.           | 2007. szeptember 19.     |
| 19. | The Fear of the Thunder              | Rettentő vihar                        | 2006.           | 2007. szeptember 20.     |
| 20. | Lola Gets Cross                      | Lola összekap barátaival              | 2006.           | 2007. szeptember 21.     |
| 21. | The Snail's Lunch                    | A csiga ebédje                        | 2006.           | 2007. szeptember 24.     |
| 22. | The Pirate's Sun                     | Kalózok napja                         | 2006.           | 2007. szeptember 25.     |
| 23. | The Full Moon                        | Telihold                              | 2006.           | 2007. szeptember 26.     |
| 24. | A Monster in the Garden              | Szörnyeteg a kertben                  | 2006.           | 2007. szeptember 27.     |
| 25. | Nouky Learns to Count                | Nouky számolni tanul                  | 2006.           | 2007. szeptember 28.     |
| 26. | Happy Birthday, Nouky!               | Boldog szülinapot, Nouky!             | 2006.           | 2007. október 1.         |